# Winchester et Jupons courts
Pour plus de détails, voir Fiche technique et Distribution.
Winchester et Jupons courts ou Bill Doolin, le hors la loi (Cattle Annie and Little Britches) est un western américain réalisé en 1981 par Lamont Johnson.

## Synopsis
Une jeune fille et une adolescente, toutes deux orphelines rêvent de côtoyer des bandits. Le hasard les fait rencontrer la bande de Doolin-Dalton, menée par Bill Doolin, une bande sur le déclin accumulant les coups foireux. Anna Emmaline McDoulet, dite Cattle Annie fait honte aux hommes et les incite à redevenir les hors la loi qu'ils ont été, elle devient amoureuse de Bittercreek avec lequel elle couche, tandis que Jennie Stevens dite Little Britches (en) semble retrouver en Doolin l'image du père. Le groupe se redynamise mais Bill Doolin poursuivi inlassablement par le Marshall fédéral Bill Tilghman, se fait capturer. Les filles sermonnent les hommes du groupe afin de le faire libérer mais ils refusent. Les filles tentent de délivrer Doolin par la ruse mais se font piéger. Pendant ce temps le groupe est revenu sur sa décision et dynamite la prison, permettant à la bande de s'échapper. Une course poursuite s'engage. Les hommes atteignent un étroit défilé et en bloquent le passage en le dynamitant. Les filles étant à la traîne se font capturer et vont être condamnées à deux ans de maison de correction tandis que la bande peut s'échapper avant de s'éparpiller

## Fiche technique
- Titre original : Cattle Annie and Little Britches
- Titres français : Winchester et Jupons courts ou Bill Doolin, le hors la loi[1]
- Réalisateur : Lamont Johnson
- Scénario : David Eyre d'après le roman, Cattle Annie and Little Britches de Robert Ward
- Genre : Western
- Musique : Sahn Berti, Tom Slocum
- Photographie : Larry Pizer
- Sociétés de production : Cattle Annie Productions, Hemdale, Monday Films, United Artists Theaters et Universal Pictures
- Société de distribution : Universal Pictures
- Métrage : 97 minutes
- Pays de production :  États-Unis
- Langue : Anglais
- Dates de sortie : 
  - Espagne : 2 décembre 1980 (Barcelone)[2]
  - États-Unis : 24 avril 1981
- Affiche : Macario Gómez Quibus (Espagne)

## Distribution
- Burt Lancaster : Bill Doolin
- Rod Steiger : Marshall Bill Tilghman
- John Savage : Bittercreek Newcomb
- Diane Lane : Little Britches
- Amanda Plummer : Cattle Annie
- Scott Glenn : Bill Dalton
- William Russ : Little Bill Raidler
- Buck Taylor : Dynamite Dick
- Roger Cudney : Capps
- Redmond Gleeson : Red Buck
- Chad Hastings : conducteur
- John Quade : Morgan, le patron du restaurant
- Yvette Sweetman : madame Sweetman
- Perry Lang : Elrod

## Autour du film
- En cours de tournage Burt Lancaster s'est effondré, victime d'un blocage des voies biliaires, et a dû être transporté d'urgence dans un hôpital de Los Angeles[3] ;
- Le film n'est jamais sorti au cinéma en France ; le titre Winchester et Jupons courts est celui de son passage à la télévision, Bill Doolin, le hors la loi celui de son édition en DVD chez Sidonis.

## Réception
Pauline Kael dans The New Yorker « La photographie [de Larry Pizer] est vive, les couleurs sont étonnamment nettes et intenses. Le dialogue et la plupart des scènes possèdent un humour net et sec. C'est une histoire merveilleuse, en partie vraie... il y a des performances merveilleuses. En tant que Bill Doolin, Lancaster (qui a tourné le film avant Atlantic City) est un gentilhomme entouré de voyous - un charmeur. Il a une tendresse facile qui n’est jamais exagérée. Lancaster a l'air heureux dans le film et a toujours l'air dur : c'est une combinaison parfaite. La jeune Amanda Plummer donne une performance terriblement brillante. »